# Bitwa pod Askalonem
Bitwa pod Askalonem – bitwa lądowa, która rozegrała się 12 sierpnia 1099 roku pomiędzy krzyżowcami a wojskami Fatymidów, idącymi z odsieczą oblężonej Jerozolimie. Jest często uważana za ostatnią bitwę I wyprawy krzyżowej.

## Przed bitwą
Wielki wezyr Fatymidów Al-Afdal w czerwcu 1099, na wieść o rozpoczętym oblężeniu Jerozolimy przez wojska I wyprawy krzyżowej rozpoczął organizację armii pod Askalonem w celu uderzenia z odsieczą dla Jerozolimy. Obóz armii znajdował się najprawdopodobniej po północno-wschodniej stronie Askalonu. Główne siły zostały przetransportowane droga morską z półwyspu Synaj, gdzie dotarły dopiero około 4 sierpnia. Przez ten czas Jerozolima została już zdobyta przez chrześcijan.
Po osiągnięciu głównego celu krucjaty i zajęciu miasta, przywódcy wyprawy ogłosili Gotfryda z Bouillon nowym władcą Jerozolimy. Nie chciał on jednak przyjąć tytułu króla i na jego prośbę przyznano mu miano Obrońcy Grobu Świętego (łac. Advocatus Sancti Sepulchri). Wkrótce po objęciu władzy, do Gotfryda przybyło poselstwo egipskie z żądaniem natychmiastowego opuszczenia Palestyny. Po stanowczej odmowie, do Jerozolimy dotarły wieści o zbliżaniu się armii egipskiej pod osobistym dowództwem wezyra Al-Afdala. Gotfryd pospiesznie zebrał wojska oraz wysłał gońców do Tankreda i swego brata Eustachego z Boulogne prosząc ich, by zdobyli informacje o ruchach nieprzyjaciela. Obaj baronowie udali się w kierunku Ar-Ramli, po drodze biorąc do niewoli kilku zwiadowców egipskich, od których zdobyli informacje o liczebności i położeniu armii muzułmańskiej. Dowiedzieli się też, że Al-Afdal czeka aktualnie na flotę z dodatkowym zaopatrzeniem i nie spodziewa się ataku krzyżowców. Wysłali do Gotfryda wiadomość naglącą go do wymarszu. Władca Jerozolimy zebrał własne siły, po czym zwrócił się do pozostałych przywódców krucjaty o dołączenie do wyprawy. Do jego armii od razu dołączył Robert z Flandrii, a nieco później także Robert z Normandii i Rajmund z Tuluzy – obaj dopiero po potwierdzeniu sytuacji przez własnych zwiadowców.
Gotfryd i Robert z Flandrii opuścili Jerozolimę z całym swoim wojskiem 9 sierpnia i wyruszyli do Ar-Ramli, gdzie połączyli się z siłami Tankreda i Eustachego. 10 sierpnia wymaszerowali także Rajmund i Robert z Flandrii. Dzień później cała armia zebrała się w Ibelinie. Dołączyły do niej także oddziały z Jerozolimy pochodzące z powszechnego poboru, powołane pod broń na polecenie Gotfryda. Do pierwszego kontaktu pomiędzy Fatymidami a krzyżowcami doszło wieczorem 11 sierpnia na południe od miejscowości Aszdod, kiedy patrol krzyżowców ujął arabskich pasterzy bydła, którzy zostali zmuszeni do wyjawienia  informacji o lokalizacji armii egipskiej.

## Przebieg bitwy i jej skutki
Krzyżowcy wykorzystali element zaskoczenia i wczesnym rankiem 12 sierpnia zaatakowali obóz armii Fatymidów formując szyk bojowy o następującym ustawieniu - Gotfryd na lewym skrzydle, Rajmund na prawym, a w centrum Robert z Normandii, Tankred i Robert z Flandrii. Al-Afdal został całkowicie zaskoczony. Wiedział o zmierzającej w jego kierunku armii krzyżowej, jednak, wprowadzony w błąd przez własnych zwiadowców, nie zdawał sobie sprawy, że chrześcijanie są tak blisko. Kiedy krzyżowcy uderzyli, muzułmanie byli niemal bezbronni. Przez jakiś czas jazda fatymidzka próbowała uratować sytuację spowalniając atak, aby dać trochę czasu na organizację szyku piechoty, ale manewr się nie udał i linia obrony została przerwana. Po kilkugodzinnej walce wojsko egipskie rozpierzchło się. Lewe skrzydło armii Al-Afdala wycofało się ku wybrzeżu, szukając schronienia na statkach, ścigane przez wojska Rajmunda z Tuluzy. Prawe skrzydło, za którym puścił się w pogoń Gotfryd z Bouillon uciekło na południe. Spory oddział egipski schronił się w gaju figowców, gdzie krzyżowcy wszystkich spalili żywcem. Siły Roberta z Normandii i Tankreda wdarły się do obozu Fatymidów, gdzie straż przyboczna Roberta zdobyła chorągiew wezyra i wiele jego osobistych rzeczy. Sam Al-Afdal zbiegł do Askalonu, skąd wrócił statkiem do Egiptu.
Krzyżowcy zdobyli w bitwie ogromne łupy. Większość w nich przypadła w udziale oddziałom Roberta z Normandii, którego żołnierze zdobyli cały dobytek wezyra z jego obozu. Głównym następstwem zwycięstwa było jednak umocnienie pozycji chrześcijan w Ziemi Świętej i przejęcie kontroli nad większością Palestyny. Dla Fatymidów porażka w bitwie okazała się bardzo dotkliwa nie tylko z powodu strat, ale przede wszystkim dlatego, że przekreśliła szanse na łatwe odzyskanie Jerozolimy i innych ziem utraconych na rzecz krzyżowców. Gotfrydowi wymknęła się jednak z rąk szansa na zdobycie samego Askalonu, którego załoga była świadoma, że nie zdoła stawić oporu zjednoczonym wojskom krzyżowym. Ale mając w pamięci rzeź w Jerozolimie oraz fakt, że przeżyli wówczas tylko ci spośród obrońców, którzy poddali się Rajmundowi, muzułmanie oświadczyli, że oddadzą miasto tylko hrabiemu Tuluzy. Jednak Gotfryd nie przystał na takie warunki obrażony postawą Rajmunda, który od początku całej wyprawy uważał się za najznamienitszego spośród krzyżowców. Z kolei zawistne zachowanie władcy Jerozolimy oburzyło pozostałych przywódców krucjaty, którzy opuścili jego obóz. W tej sytuacji, Gotfryd był zmuszony zrezygnować z oblężenia Askalonu, gdyż bez ich pomocy miał za mało wojsk, aby zdobyć miasto.
Bitwa pod Askalonem była ostatnim starciem zbrojnym podczas I wyprawy krzyżowej. Po tym zwycięstwie wielu krzyżowców powróciło do Europy. Poza Gotfrydem władającym teraz Jerozolimą, na Bliskim Wschodzie pozostał jeszcze jego młodszy brat Baldwin z Boulogne, będący hrabią Edessy, Tankred, który został księciem Galilei oraz rządzący w Antiochii Boemund.